# Riopanero
Riopanero es una localidad del municipio de Valderredible (Cantabria, España). Está localizada a 830 m s. n. m., y dista 13 km de la capital municipal, Polientes. En el año 2024 contaba con una población de 9 habitantes (INE).
Aquí se encuentra el centro de visitantes del monte Hijedo, situado junto a la localidad.